# Драган Маринковић (редитељ)
Драган Маринковић (Земун, 28. октобар 1950) српски је правник, редитељ и сценариста.

## Биографија и каријера
Рођен је 1950. године у Земуну. Дипломирао је филмску и ТВ режију на Факултету драмских уметности Универзитета уметности у Београду, а у исто време завршио и Правни факултет Универзитета у Београду.
Аутор је великог броја кратких играних филмова, драма и телевизијских серија. Пројекти у којима је учествовао као сценариста или редитељ, приказани су на великом броју фестивала широм света.
Од 1985. године био је запослен као уредник и редитељ у Научном програму, био одговорни уредник Еколошке секције Академије филмске уметности и науке Србије, а након тога и уредник у Редакцији драмског и домаћег серијског програма Радио-телевизије Србије.
Добитник је награде за најбољу режију на фестивалу Научног филма у Београду, 1982. године, за режију филма Како се снима научни филм.

## Филмографија
| Год.   | Назив                     | Улога                           |
| ------ | ------------------------- | ------------------------------- |
| 1970-е |                           |                                 |
| 1979.  | Електра опус 1979         | редитељ и сценариста            |
| 1980-е |                           |                                 |
| 1988.  | Нека чудна земља          | редитељ и сценариста            |
| 1990-е |                           |                                 |
| 1993.  | Византијско плаво         | режисер, сценариста             |
| 2000-е |                           |                                 |
| 2001.  | Бумеранг                  | режисер, сценариста             |
| 2004.  | Диши дубоко               | сценариста                      |
| 2010-е |                           |                                 |
| 2016.  | Музика у Великом рату     | режисер                         |
| 2016.  | Књижевност у Великом рату | режисер                         |
| 2019.  | Пијавице                  | режисер, сценариста и продуцент |